# Голуб-Тьорюр-Арита
Голу́б-Тьорю́р-Арита́ (рос. Голуб-Тёрюр-Арыта) — невеликий острів в Оленьоцькій затоці моря Лаптєвих. Територіально відноситься до Якутії, Росія.
Розташований в центрі затоки, в дельті річки Оленьок. Знаходиться в північній частині дельти. На півдні омивається затокою Огонньор-Кубата. На заході вузькою протокою відокремлюється від сусіднього острова Швед-Маяктах-Арита, на сході — Ілін-Голуб-Тьорюр-Арита. Острів має овальну форму, простягається з північного заходу на південний схід. Висота до 3 м на півночі. Вкритий пісками, має 2 невеликих озера й болота, окрім сходу оточений мілинами.
| Росія | Це незавершена стаття з географії Росії. Ви можете допомогти проєкту, виправивши або дописавши її. |